# Kongeriget Sachsen
Kongeriget Sachsen blev i oprettet i 1806 som kongedømme på grundlag af Kurfyrstendømmet Sachsen; under den samme slægt, som i århundreder havde regeret i Sachsen som kurfyrster. Kong Frederik August 1. af Sachsen var derfor kendt som kurfyrst Friedrich August III af Sachsen, før 1806.
I 1918 abdicerede kong Friedrich August III og dermed blev det sachsiske monarki afskaffet.

## Kongerækken
- Friedrich August I (1806-1827), se Frederik August 1. af Sachsen
- Anton I (1827-1836), se Anton 1. af Sachsen
- Friedrich August II (1836-1854), se Frederik August 2. af Sachsen
- Johann I (1854-1873), se Johan 1. af Sachsen
- Albert I (1873-1902), se Albert af Sachsen
- Georg I (1902-1904), se Georg 1. af Sachsen
- Friedrich August III (1904-1918), se Frederik August 3. af Sachsen

51°03′N 13°44′Ø / 51.05°N 13.73°Ø